# 벨슨 스타디움
벨슨 스타디움(Belson Stadium)은 미국의 축구 전용 경기장이다. 뉴욕주 퀸스에 있으며, 현재 NASL 뉴욕 코스모스의 제2홈경기장으로, NCAA 세인트 존스 대학교의 홈경기장으로 사용하고 있다. 과거에는 USL/NPSL F.C. 뉴욕의 홈경기장으로 사용했다.